# Agrilus machnovskii
Agrilus machnovskii es una especie de insecto del género Agrilus, familia Buprestidae, orden Coleoptera.
Fue descrita científicamente por Stepanov, 1958.